# Caroline Polachek
Caroline Elizabeth Polachek (Manhattan, Nueva York; 20 de junio de 1985) es una cantante, productora y compositora estadounidense. Criada en Connecticut, Polachek cofundó la banda de indie pop Chairlift mientras estudiaba en la Universidad de Colorado. El dúo surgió de la escena musical de Brooklyn a finales de la década de los 2000 con el éxito durmiente "Bruises".
Durante su tiempo en la banda, trabajó en los proyectos en solitario Ramona Lisa y CEP antes de embarcarse en una carrera bajo su propio nombre después de la disolución de Chairlift en 2017. Su álbum de estudio debut, Pang (2019), presentó un sonido vanguardista y fue lanzado con gran éxito de crítica, con su sencillo "So Hot You're Hurting My Feelings" que se volvió viral en TikTok.
Polachek ha trabajado extensamente con otros artistas, colaborando con Blood Orange, Fischerspooner, Sbtrkt, Christine and the Queens, Charli XCX, Weyes Blood, Grimes, Dido y el colectivo musical británico PC Music, además de escribir material para Beyoncé ("No Angel") y Travis Scott.

## Primeros años de vida
Polachek nació en Manhattan, Nueva York, el 20 de junio de 1985, hija de James Montel Polachek (1944–2020), analista de mercados financieros y músico clásico de formación, y Elizabeth Allan. Su bisabuelo, Arthur Polachek, era un pastelero judío del pueblo eslovaco de Lastomír. Su familia se mudó a Tokio, Japón, donde vivió entre las edades de uno y seis años, y luego se estableció en Greenwich, Connecticut, donde Polachek comenzó a cantar en el coro en tercer grado. Tocó sintetizadores desde muy joven, ya que su padre le regaló un teclado Yamaha para disuadirla de ser disruptiva con el piano.
Los padres de Polachek se divorciaron en 1994. Se describió a sí misma como "una niña muy hiperactiva" y dijo que sus padres ponían música de Enya en sus respectivas casas para calmar sus sentidos. Su padre murió de COVID-19 en 2020. Polachek cuenta que su exposición temprana a las canciones tradicionales japonesas y los temas de anime influyeron en su educación musical. Montaba caballos mientras crecía. Cuando era adolescente, comenzó a viajar a Nueva York para asistir a conciertos, que eran una mezcla de emo post-hardcore, punk DIY y espectáculos de jazz. Mike Patton de Faith No More una vez la acompañó personalmente a un espectáculo en Knitting Factory cuando su identificación falsa fue rechazada. Tocó en un par de bandas en la escuela secundaria y la universidad.

## Carrera

### 2006-2012: inicios de carrera, Chairlift y trabajo colaborativo
Polachek fundó la banda Chairlift con el músico Aaron Pfenning después de que la pareja se conociera durante su segundo año en la Universidad de Colorado. Se mudaron a Nueva York, donde Polachek estudió arte en la Universidad de Nueva York, y se les unió Patrick Wimberly a principios de 2007, el año en que la banda lanzó su primer EP titulado Daylight Savings, seguido de su álbum debut de estudio Does You Inspire You.
Polachek y Wimberly continuaron como dúo para escribir y producir su segundo álbum de estudio, Something (2012) junto a los productores Dan Carey y Alan Moulder. Además, dirigió los videos musicales del álbum, incluidos "Amanaemonesia" y "I Belong in Your Arms".
En 2008, Polachek formó el coro Girl Crisis con otras doce cantantes, incluidas miembros de Au Revoir Simone y Class Actriz. El grupo modular arregló y grabó dos versiones al año desde 2008 hasta 2013, incluidas canciones de Black Sabbath, Nirvana, Leonard Cohen, The Bangles y Ace of Base.
En 2010, Polachek se unió a Jorge Elbrecht de Violens, con sede en Brooklyn, para grabar un "sgin" de "Never Let You Go" de Justin Bieber: "Fuimos a YouTube para encontrar un video entre los rangos más altos de éxitos y encontramos 'Nunca debí dejarte ir'. Hicimos lo que llamamos 'sgin' (anagrama de la palabra 'sing'), una canción original escrita específicamente para sincronizarse con el video de otra persona en silencio". El mismo año, también grabó un dueto con Violens, "Violent Sensation Descends (French Duet Version)". Más tarde filmó y dirigió el video musical de la canción de la banda "It Couldn't Be Perceived" en 2011. Volvió a colaborar con Elbrecht en el EP Gloss Coma 001 en 2013, que incluye el sencillo "IV Aided Dreams".
En 2012, Polachek apareció en la canción "Everything Is Spoiled by Use" de Ice Choir, un proyecto en solitario de Kurt Feldman de Pains of Being Pure at Heart; también dirigió y editó el video musical de la canción. Polachek colaboró con Blood Orange en los temas "Chamakay" en 2013 y "Holy Will" en 2018. En 2013, coescribió y coprodujo "No Angel", que apareció en el quinto álbum de estudio de Beyoncé, aclamado por la crítica, Beyoncé. Debido a su trabajo de producción e ingeniería en la canción, la nominación ' Beyoncé al premio Grammy por Álbum del Año en la 57.ª ceremonia incluyó a Polachek.

### 2013-2015:Arcadia

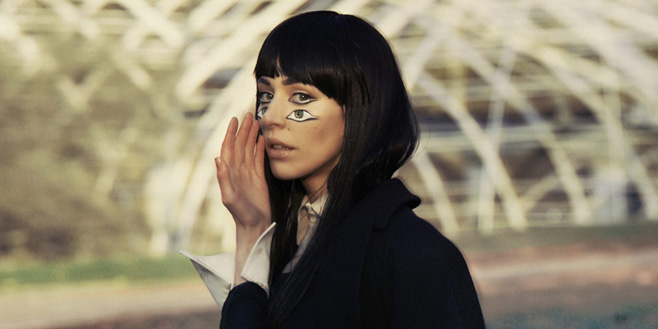
Polachek como Ramona Lisa en 2014

Polachek comenzó a realizar presentaciones bajo el nombre de Ramona Lisa en 2013. El nombre proviene de un antiguo seudónimo que Polachek usó en Facebook. Anunció su primer álbum de estudio de producción propia como Ramona Lisa, titulado Arcadia, en febrero de 2014. Polachek describió el álbum como "música electrónica pastoral".
Polachek comenzó a escribir el álbum durante una residencia artística en Villa Medici en Roma, Italia. En una entrevista con Pitchfork, describió cómo su tiempo en Roma inspiró los sonidos de Arcadia, afirmando: "Cuando miraba por la ventana en Roma, quería que este tipo de música electrónica se sintiera tan orgánica como lo que estaba viendo. No creo que ninguna de las herramientas que estoy usando sea particularmente nueva, muchos de los instrumentos MIDI han existido durante 15 años, pero las composiciones los hacen sonar menos electrónicos, más misteriosos". El registro se realizó íntegramente en la computadora portátil de Polachek sin instrumentos ni micrófonos externos, excepto para capturar grabaciones de campo de los sonidos que escuchaba a su alrededor. Cantó las voces directamente en el micrófono incorporado de su computadora, haciendo uso de los armarios de los hoteles, las puertas silenciosas de los aeropuertos y los vestidores libres durante la gira mundial de Chairlift. La carátula del álbum fue fotografiada por el fotógrafo de Nueva York, Tim Barber.
A principios de 2014, Polachek compuso y produjo partituras instrumentales para los diseñadores Proenza Schouler y Tess Giberson para que se presentaran en pasarelas y videos promocionales. En abril, compuso una pieza en vivo de los artistas India Menuez y Hayden Dunham en la galería SIGNAL en Brooklyn. En octubre, Polachek compuso la música de "HappyOkay", un video de ballet dirigido por Elena Parasco y producido por House of Makers y Last Hour. La actuación fue coreografiada por Peter Lueng del Dutch National Ballet, la compañía de danza más grande de los Países Bajos, e interpretada por Harrison Ball del New York City Ballet, Joseph Gordon y Megan LeCrone.

### 2016-2017: fin de Chairlift yDrawing the Target Around The Arrow

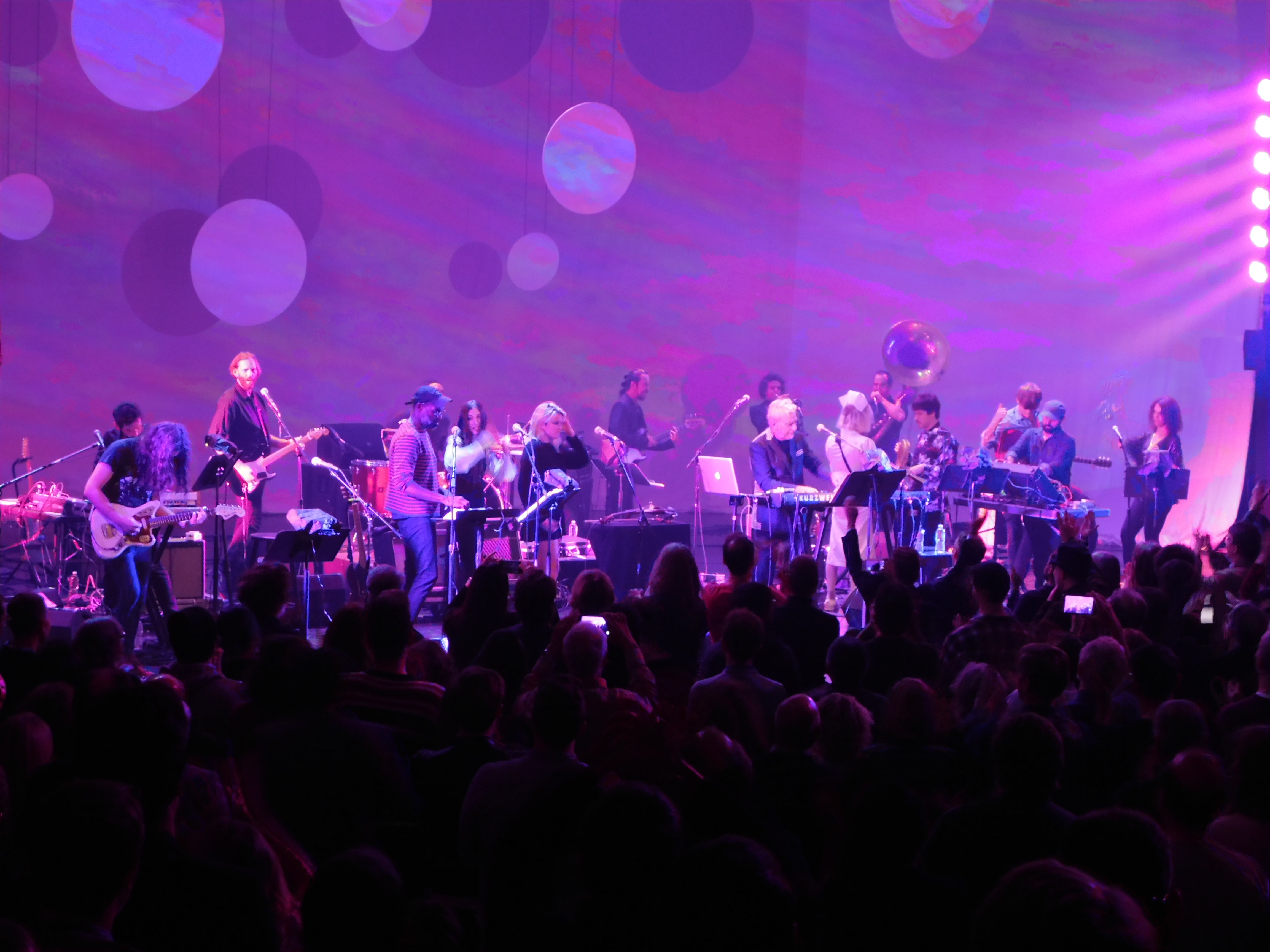
John Cale actuando con varios invitados, incluida Polachek, en 2017

El 22 de enero de 2016, Chairlift lanzó su tercer y último álbum de estudio, Moth. En diciembre del mismo año, la banda anunció que se separarían, con una gira final en la primavera de 2017.
En enero de 2017, Polachek lanzó su segundo álbum de estudio en solitario, Drawing the Target Around the Arrow, bajo sus iniciales, CEP. Estaba programada para actuar en Moogfest 2018, pero se retiró en diciembre de 2017 cuando el festival anunció una lista de artistas femeninas que actuarían ese año, a pesar de que la alineación del festival era predominantemente masculina. Siguió con una declaración en Twitter que decía: "Esto no habla de los artistas o su música, sino de la política del festival y las relaciones públicas autocomplacientes. Hacer esto sin el permiso de los artistas en exhibición es una explotación y poco profesional", agregando que "Moogfest, y todos los demás festivales, simplemente tienen la responsabilidad de posicionar la inclusión como algo normal".
Polachek apareció en el sencillo "Ashes of Love" de Danny L Harle en 2016. En 2017, apareció en dos canciones del mixtape Pop 2 de Charli XCX: como artista invitada en "Tears" y como corista en "Delicious", la última de las cuales presenta a Tommy Cash. En 2018, Polachek apareció en la versión de Felicita de la canción tradicional polaca "Był sobie król", lanzado en su álbum de estudio debut Hej! bajo el título "Mazapán".

### 2019-2020:Pang
En junio de 2019, Polachek lanzó su sencillo debut con su nombre completo titulado "Door". En un comunicado de prensa del sencillo, Polachek anunció que el sencillo era el comienzo de un nuevo proyecto, realizado principalmente en colaboración con el miembro de PC Music, Danny L Harle. Más tarde, en julio, Polachek lanzó dos sencillos del proyecto, titulados "Ocean of Tears" y "Parachute", y comenzó a detallar su próximo álbum de estudio Pang, que se lanzó el 18 de octubre El álbum recibió elogios de la crítica y se colocó en las listas de fin de año de muchos críticos. Un álbum de remixes titulado Standing at the Gate: Remix Collection fue lanzado en vinilo el 16 de abril de 2021. En promoción, Polachek lanzó cinco de los remixes del álbum como sencillos, así como una versión de "Breathless" de The Corrs.
En 2019, Polachek fue compositor, junto con Yung Jake, del sencillo "RIP Harambe" lanzado por el empresario Elon Musk sobre el gorila cautivo asesinado en 2016. En 2020, Polachek apareció en "La vita nuova" de Christine and the Queens e hizo una aparición especial en el cortometraje en torno al EP del mismo nombre . Posteriormente, la canción fue remezclada por varios productores asociados con PC Music, incluidos AG Cook y Easyfun .

### 2021-presente:Desire, I Want To Turn Into You

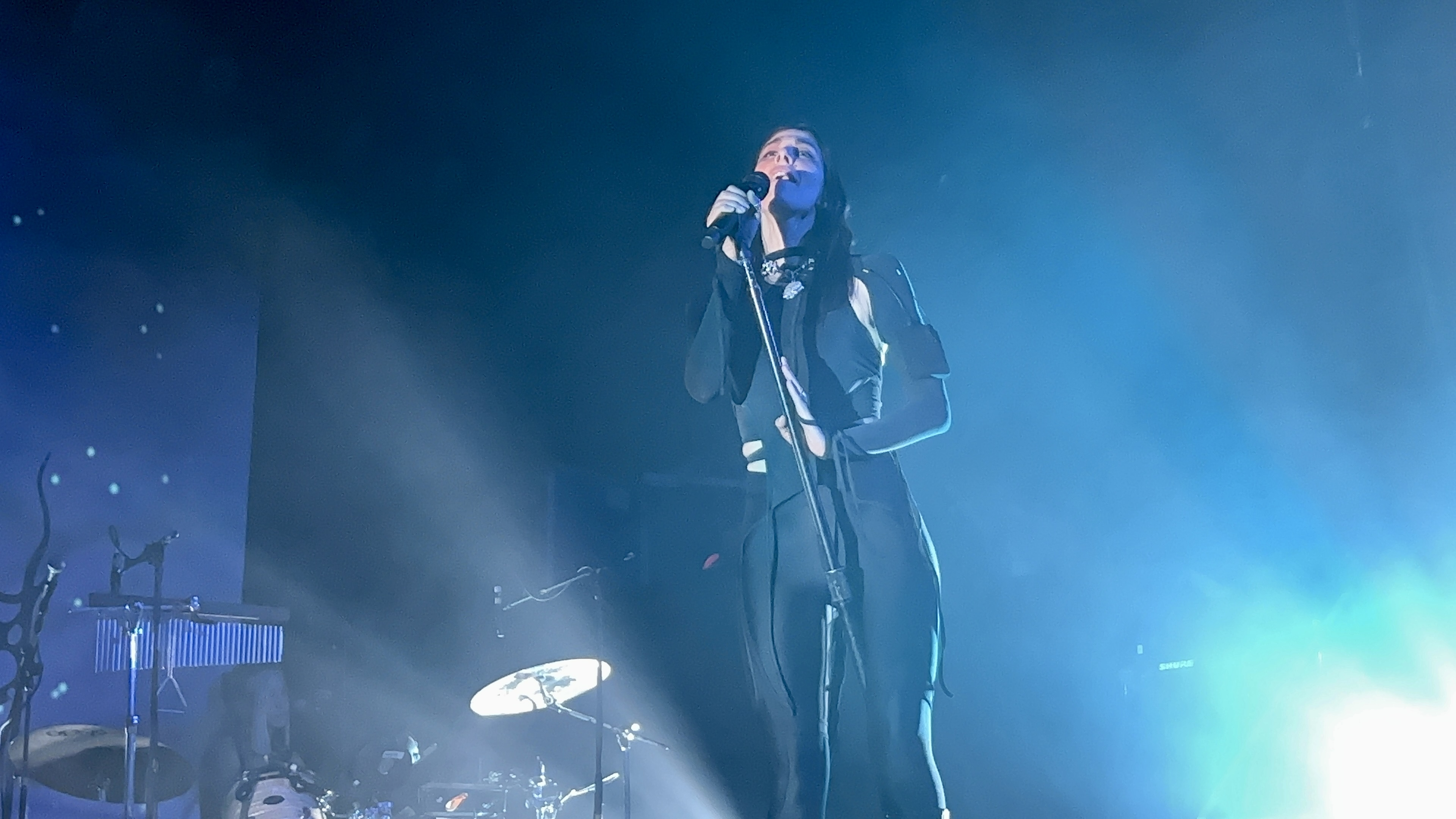
Polachek actuando en 2021

En septiembre de 2021, Polachek fue anunciado como uno de los actos de apertura del Future Nostalgia Tour de Dua Lipa. La gira comenzó el 9 de febrero de 2022. El 4 de noviembre de 2021, Charli XCX lanzó "New Shapes" con Christine and the Queens y Polachek como el segundo sencillo de su álbum de estudio Crash (2022).
El 14 de julio de 2021, Polachek lanzó el sencillo "Bunny Is a Rider", otra colaboración con Harle; ella le dijo a la revista Crack que la canción era parte de un proyecto futuro. En diciembre, Pitchfork clasificó a "Bunny Is a Rider" en la parte superior de su lista de "Las 100 mejores canciones de 2021". El 9 de febrero de 2022, Polachek lanzó el sencillo "Billions". En marzo, apareció en el sencillo "Sirens" del productor australiano de música electrónica Flume, lanzado antes de su próximo álbum de estudio Palaces. En junio, Polachek confirmó que estaba trabajando en su cuarto álbum de estudio y publicó una foto de sí misma en el estudio con Danny L Harle en Instagram. Grabó una versión de "Bang Bang (My Baby Shot Me Down)" para el álbum de la banda sonora de Minions: The Rise of Gru, lanzado el 1 de julio de 2022. El 17 de octubre se lanzó su sencillo de inspiración flamenca "Sunset", una coproducción con Sega Bodega.
El 5 de diciembre de 2022, Polachek lanzó el sencillo "Welcome To My Island" y anunció su segundo álbum de estudio bajo su nombre completo, Desire, I Want to Turn Into You, para el 14 de febrero de 2023. El álbum recibió elogios de la crítica e incluye "Bunny Is a Rider", "Billions", "Sunset" y "Welcome to My Island".
El 17 de octubre de 2023, Polachek anunció la salida de su siguiente single "Dang", del cual llevaba haciendo promoción durante todo el mes. La canción salió al día siguiente a la vez que la cantaba en un show televisado norteamericano.
El 14 de febrero de 2024, Caroline sacó una edición especial de su segundo álbum: "Desire, I want to turn into you: Everasking Edition". Dicha versión del disco incluye los sencillos ya publicados "Dang" y "Long Road Home"; "Spring is Coming with a Strawberry in the Mouth" y "Coma", dos covers de Operating Theatre y Default Genders respectivamente; y el remix de "Butterfly Net", donde colabora con la artista Weyes Blood entre otras versiones y canciones.

## Arte

### Estilo de música
El estilo musical de Polachek ha sido descrito principalmente como pop alternativo, junto con art pop, indie pop, pop experimental. Shaad D'Souza de The Guardian escribió: "Antes de que 'Running Up That Hill' volviera a las listas de éxitos, Polachek se perfilaba para ser algo así como Kate Bush de la generación Z: una productora y vocalista interesada en la música que es formalmente excéntrica y que no se disculpa por nada".

### Influencias
Las influencias de Polachek han sido descritas como "eclécticas" por los críticos musicales. Cuando se le preguntó acerca de su primera influencia musical por parte de Interview, respondió que "probablemente Enya". Al crecer en Japón hasta la edad de seis años, estuvo expuesta a canciones tradicionales japonesas y temas de anime, que dice que influyeron en su educación musical; afirmó que el canto japonés consiste en "mucha [tonalidad] menor y pentatónica, con melodías realmente angulares que creo que realmente quedaron atrapadas en mi subconsciente". Nombró a Mishio Ogawa en particular como "una de [sus] mayores influencias". Otras influencias vocales incluyen la canción "Ti sento" de Celine Dion y Matia Bazar. También reconoce que montar a caballo cuando era niña la ayudó a "[aprender] mucho sobre el ritmo y la voz".
Polachek dice que "creció arrodillada en el altar de la música alternativa" y que Björk, Kate Bush y Fiona Apple fueron sus "héroes absolutos" cuando era adolescente. Su alter ego, Ramona Lisa, se inspiró en "artistas cuya apariencia era inseparable de su música", como Nirvana, Marilyn Manson y David Bowie. Ella nombró a esos artistas, junto con Björk y Busta Rhymes, como influencias para su identidad visual. Llamó a Paddy McAloon de Prefab Sprout su "letrista favorito" y afirmó que está "muy inspirada en artistas contemporáneos como Rosalía o Doja Cat, que juegan con los sonidos". También encuentra inspiración en dominios "más abstractos" más allá de la música, como los paisajes.

## Vida personal
La boda de Polachek en 2015 con el artista Ian Drennan fue ampliamente fotografiada por la revista Vogue. Se divorciaron en 2017. Actualmente, está en una relación con Matt Copson, un artista.

## Discografía
| Álbumes de estudio - Pang (2019) - Desire I Want to Turn Into You (2023) - "Desire, I Want To Turn Into You: Everasking Edition" (2024) Como Ramona Lisa - Arcadia (2014) Como CEP - Drwing the Target Around the Arrow (2017) | Como miembro de Chairlift - Does You Inspire You (2008) - Something (2012) - Moth (2016) |

## Giras

### Principales
- Pang Tour (2019-2020)[72]
- Heart Is Unbreaking Tour (2021)[73]
- Spiraling Tour (2023)[74]

### Aperturas
- Future Nostalgia Tour (2022)

## Premios y nominaciones
| Año  | Otorgar        | obra nominada                   | Categoría                             | Resultado | Ref.   |
| ---- | -------------- | ------------------------------- | ------------------------------------- | --------- | ------ |
| 2014 | Premios Grammy | Beyoncé                         | Álbum del año (como productora)       | Nominada  | [ 20 ] |
| 2024 | Premios Grammy | Desire, I Want To Turn Into You | Mejor producción de álbum, no clásica | Nominada  | 74     |